# Neues Palais (Belgrad)

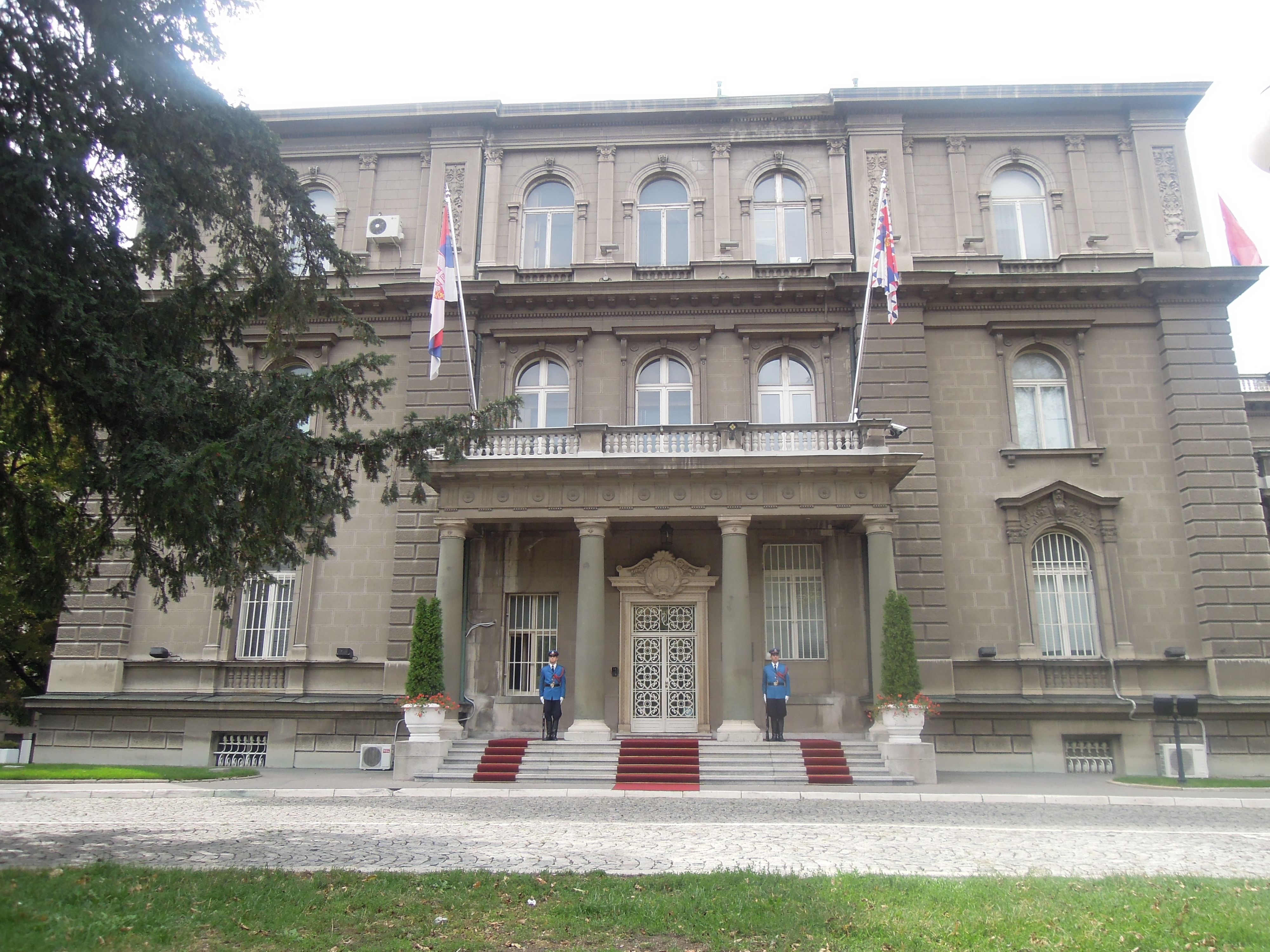
Das Neue Palais zu Belgrad

Das Neue Palais (serbisch Нови двор Novi dvor) an der Andrićev-Venac-Straße in Belgrad ist eine ehemalige Residenz der Könige von Jugoslawien. Es dient seit 2006 als Sitz des Präsidenten der Republik Serbien und liegt gegenüber dem Alten Palais.

## Geschichte

### Bau des Palais
Das Neue Palais, als neue Residenz der Dynastie Karađorđević gebaut, ist das letzte errichtete Gebäude aus der Gesamtheit der Objekte des Palastkomplexes auf dem Platz Terazije. Zusammen mit den danebenliegenden Gebäuden des Alten Palais – zu dem sie gleichzeitig ein architektonisch-bildnerisches Pendant darstellt – und dem Haus der Nationalversammlung, bildet es eine Gesamtheit der bedeutendsten öffentlichen Bauten in Belgrad und Serbien. Es wurde nach den ursprünglichen Vorstellungen des Architekten Aleksandar Bugarski aus den 80er Jahren des 19. Jahrhunderts, als ein Flügel des ehrgeizig erdachten Palastkomplexes erbaut. Gemäß dieser Raumlösung sollte der Königspalast, der an der Stelle der Alten Residenz (das ehemalige Simić-Haus) hätte erbaut werden sollen, den zentralen Teil des Komplexes einnehmen. Der linke Flügel des Komplexes bestand aus dem Alten Palais, das 1884 erbaut wurde. Den linken Flügel hingegen stellte das Schloss des Thronfolgers, das an der Stelle errichtet wurde, an dem sich bereits seit Mitte der 1870er Jahre das Schloss des Thronfolgers Mihailo Obrenović befand, dar. Auch wenn die Meinung herrscht, dass das Projekt des Schlosses des Fürsten Mihailo der Architekt Kosta Šreplović im Geiste der Romantik entworfen hat, geben einzelne Quellen an, dass er die Beaufsichtigung der finalen Arbeiten am Bau des Gebäudes geleitet hat, und dass die Pläne höchstwahrscheinlich Johann Frenzel und Giuseppe Cassano, die bekanntesten Architekten in der Hauptbauverwaltung, entworfen haben. 
Mit dem Bau dieses Objekts konnte man schon die Idee erkennen, dass der Raum des Palastkomplexes als dreiteilige Komposition organisiert wird. Jedoch bewohnte Fürst Mihailo dieses Gebäude nie, sondern zog in die Alte Residenz ein, während im neuen Gebäude die Innen- und Außenministerien untergebracht wurden.
Die Idee zum Bau des Neuen Palastes wurde nach den Ereignissen im Mai 1903 und dem Abriss der Alten Residenz im darauf folgenden Jahr, in dem sich bis dahin die Herrscherresidenz befand, initiiert.  Nachdem König Petar I. Karađorđević an die Macht kam, bewohnte dieser den Alten Palast der Dynastie Obrenović, der in der Zeit davor nicht als Wohnraum verwendet wurde, sondern für repräsentative Zwecke des Herrschers. Da der Raum des Alten Palastes nicht für den ständigen Aufenthalt der Königsfamilie geeignet war, drängte sich das Bedürfnis auf, das Problem durch den Bau einer neuen Residenz zu lösen.
Den Bau des Neuen Palastes für den Thronfolger Aleksandar I. Karađorđević nach dem Projekt von Stojan Titelbah (1877–1916), einem herausragenden Architekten vom Anfang des 20. Jahrhunderts, trat man 1911 an. Heute stellt der Neue Palast sein einziges bekanntes Werk als Architekt des Bauministeriums dar. Der Bau des Palastes wurde 1914 abgeschlossen, aber bereits während des 1. Weltkriegs wurde das Gebäude stark beschädigt. 
In der Zeit von 1919 bis 1922 erfolgte eine grundlegende Renovierung unter der Aufsicht einer speziell gebildeten Kommission, die gleichzeitig an der Renovierung des Alten Schlosses arbeitete. In der Kommission, die sich gleichzeitig um die komplette Einrichtung des zukünftigen Heims der Königsfamilie und des maršalats (ein Hilfsgebäude) des Palastes kümmerte, waren u. a. der Maler Uroš_Predić, der Architekt des Bauministeriums Petar Popović und Momir Korunović. 
Als im Juni 1922 der König Aleksandar I. Karađorđević mit der Königin Marija einzog, wurde der Neue Palast zur offiziellen Herrscherresidenz.

### Stil des Palais

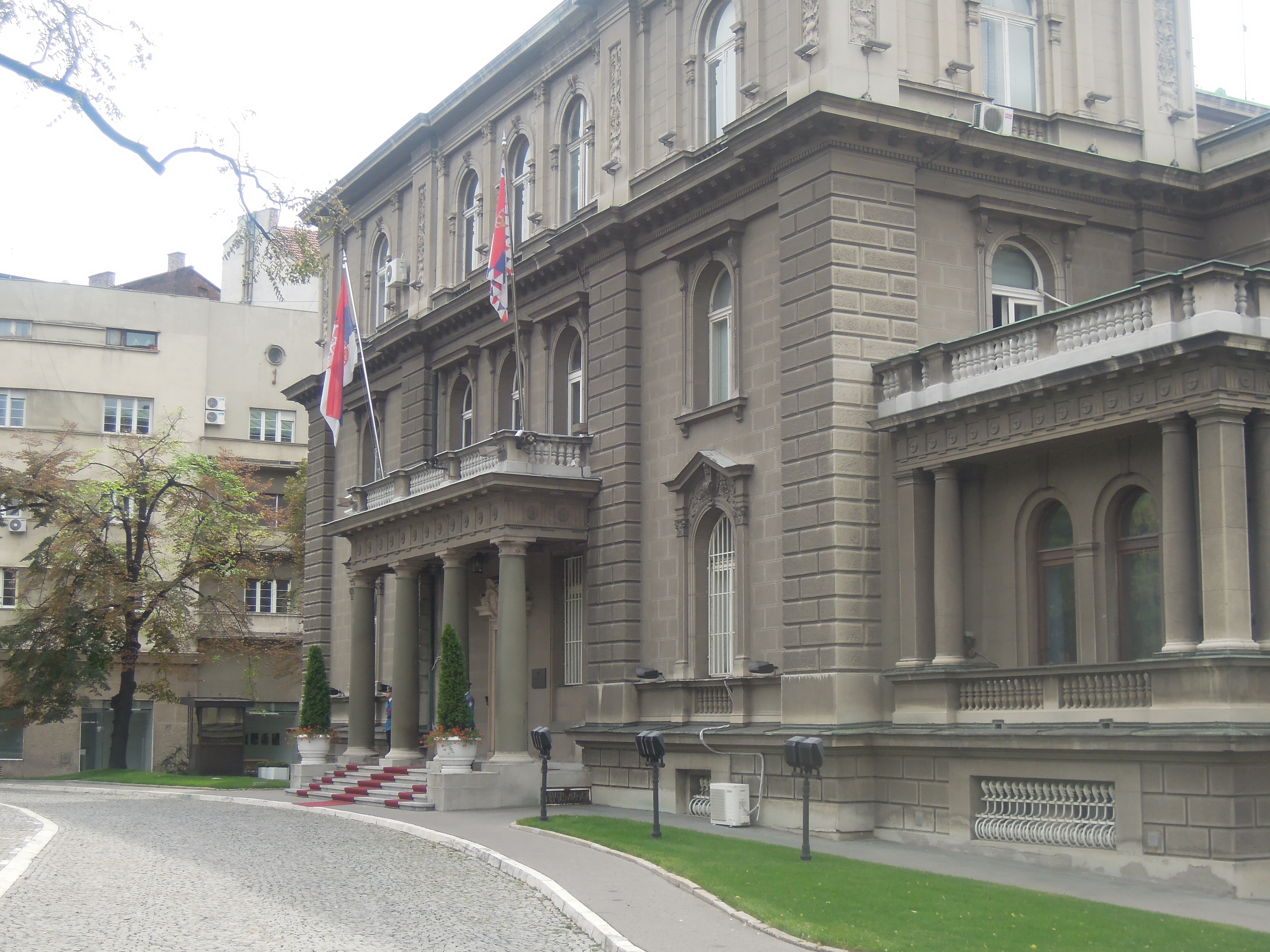
Neues Palais

Die Architektur des Neuen Palastes unterstützte die Idee einer historischen Abrundung des Palastkomplexes, indem das Gebäude selbst als einzigartiges Pendant zum Alten Palast gestaltet wurde. Auf diese Weise wurde das Bedürfnis, die Gesamtheit – eine Konnotation zur Staatsidee selbst – räumlich und symbolisch abzurunden, hervorgehoben. Das zweistöckige Gebäude wurde im Stile des Akademismus gestaltet, mit Stilelementen, die hauptsächlich aus der Architektur der Renaissance und des Barock übernommen wurden. Die repräsentativste Fassade geht zum Garten hin und der Eckrisalit ist in Form eines Turms mit Kuppel gestaltet, ähnlich der Lösung, die am Gebäude des Alten Schlosses angewandt wurde. Auf diese Weise wurden die Harmonie des Palastkomplexes und die Symmetrie der Gesamtsilhouette verwirklicht. Im System der Fassadenaufteilung stellen das Erd- und erste Obergeschoss, die als eine einzigartige Kompositionseinheit gestaltet sind, die zentrale Komposition dar. Das Untergeschoss wurde rustikal gestaltet, während das zweite Obergeschoss mit seiner unauffälligen Fassadenaufteilung und weniger auffälligen plastischen Architektur unabhängig behandelt wurde. Die Gliederung der Hauptfassade wurde durch die Betonung der seitlichen und des mittleren Risalits, in dessen Mittelpunkt der Haupteingang liegt, erreicht. Der Haupteingang wird durch eine ovale Schwelle hervorgehoben. Entsprechend dem Gebäudezweck, wurde den heraldischen Symbolen ein besonderer Platz in der dekorativen Fassadengestaltung zugesprochen. In der Lünette des mittleren Risalits befand sich ein monumental gestaltetes, komplettes Wappen der Königsdynastie Karađorđević. Der höchste ist gleichzeitig auch der dominanteste Teil des Neuen Schlosses: Der Turm mit Kuppel und Zacken, an deren Spitze sich eine Bronzefigur eines zweiköpfigen Adlers im Aufflug befand,  stellt das architektonische Hauptelement, das die Fassaden zu den Straßen Kralja Milana und Andrićev venac verbindet, dar. Neben den heraldischen Symbolen ist die Komposition, die am Abschluss des Eckrisalits unter der Kuppel angebracht war, von besonderer Bedeutung: zwei identische, symmetrisch aufgestellte Abbildungen von Schildern mit Kreuz und vier Feuerstählen, was Teil des Wappens des Königreichs Serbien und später Bestandteil des Wappens des Königreichs Jugoslawien ist. Das zentrale Motiv der Fassadenkomposition zur Straße Andrićev venac stellt der bogenförmige Risalit, über dessen Dachboden sich eine monumentale dekorative Komposition mit Wappen in der Mitte befand, dar.
Die Raumorganisation des Gebäudes des Neuen Palastes wurde nach dem Projekt aus dem Jahr 1911 im Einklang mit dem Zweck des Gebäudes bestimmt. Im Erdgeschoss befanden sich der Empfangssaal und das Esszimmer, während der Bereich zur Straße Kralja Milana für den Aufenthalt hoher Gäste reserviert war. Das erste und zweite Obergeschoss waren hingegen als Wohnraum für die Königsfamilie gedacht. Das Projekt des Neuen Palasts sah keinen Raum für die Küche vor, denn zu diesem Zweck diente das nahegelegene Haus im Šumadija-Stil, das durch einen Tunnel mit dem Untergeschoss des Palastes verbunden war. Die gesamte repräsentative Innengestaltung und die Einrichtung der Palasträume mit teuren Möbeln erledigte die französische Firma Bézier. Besondere Aufmerksamkeit wurde der Gestaltung des Vestibüls, des Empfangssaals, des Esszimmers, des Bosnischen Zimmers, des Japanischen und des Englischen Salons und der Wohngemächer des Königs und der Königin gewidmet.
Die Umzäunung mit Toren und Wachstellen, welche die Paläste und den Hofgarten von der Straße Kralja Milana getrennt haben, ist ein Bestandteil des Palastkomplexes und das Element, das den alten und neuen Palast verknüpft hat. Eine ähnliche Funktion bekam auch das Gebäude der Palastwache, dessen Zubau und Fassadenverarbeitung der Architekt Momir Korunović 1919/1920 ausgeführt hat, so dass es zur stilistischen und urbanistischen Verknüpfung der Paläste beiträgt. Die Tore triumphalen Aussehens mit ausgeprägter dekorativer Plastik und heraldischen Symbolen, das bogenförmige Gebäude der Palastwache sowie der Parterre-Garten mit Springbrunnen zwischen den Palästen gaben dem gesamten Ensemble ein repräsentatives und festliches Aussehen.

### Museum des Fürsten Pavle
Der neue Palast war von 1922 bis 1934 die offizielle Herrscherresidenz. Dann wurde er, nach der Umsiedlung der Königsfamilie in das neuerrichtete Schloss auf dem Dedinje, auf Wunsch des Königs Aleksandar für die Zwecke des Königlichen Museums, das später in Museum des Fürsten Pavle umbenannt wurde, abgetreten. Das Museum war eine der bedeutendsten Kultureinrichtungen im Königreich und stand nach Meinung der Zeitgenossen in einer Reihe mit den modernsten Museen Europas. Der wichtigste phänomenologische Aspekt des Museums des Fürsten Pavle war die Ausstellung selbst. Im Erdgeschoss waren Gegenstände der materiellen Kultur aus der Vorgeschichte, der Antike und des Mittelalters ausgestellt; das erste Obergeschoss war reserviert für Denkmäler der nationalen Geschichte und für jugoslawische Kunst des 19. Jahrhunderts; im zweiten Obergeschoss befand sich die Sammlung zeitgenössischer europäischer Kunst, in der Werke heimischer Künstler eine bedeutende Stellung einnahmen. Das Museum des Fürsten Pavle blieb bis 1948 im Gebäude des Neuen Palastes, als es im neuen Staatssystem eine andere Rolle bekam.

### Veränderung des Aussehens

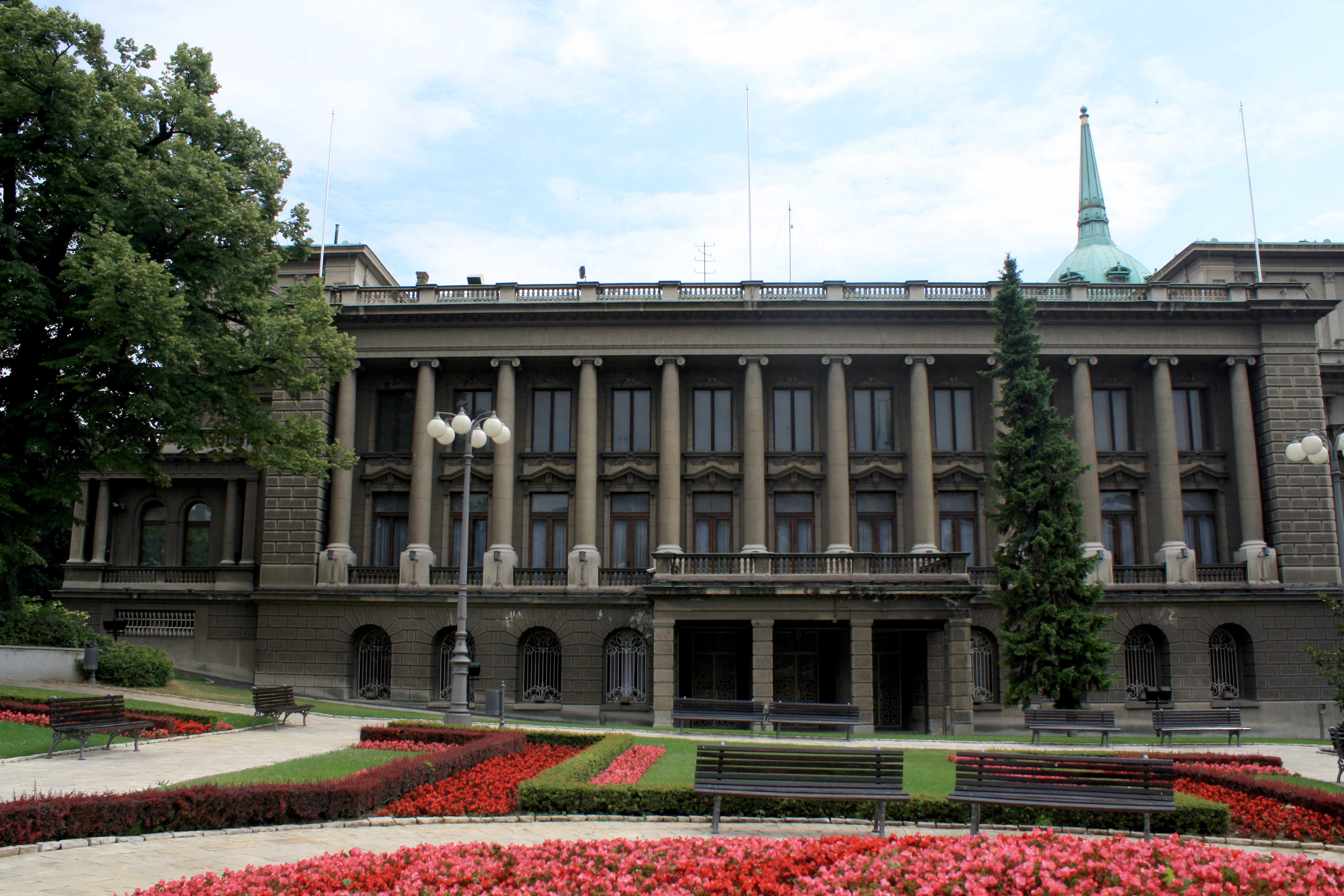
Der Neue Palast, Belgrad

Der Alte und Neue Palast und ihr neuer Zweck waren in einen breitgefächerten Eingriff  zur Wandlung des einstigen Palastkomplexes in ein Verwaltungszentrum des Staates und der Republik eingebunden. Im Zuge der Verknüpfung des einstigen Palastkomplexes mit dem Haus der Nationalversammlung wurde die Umzäunung entfernt, das Gebäude der Palastwache abgerissen und der Hofgarten selbst zum heutigen Pionierpark umgestaltet. In der Zeit von 1948 bis 1953 wurden nach dem Projekt des Architekten Milan Minić Arbeiten am Umbau des Gebäudes des Neuen Palastes für die Zwecke des Regierungssitzes der Volksrepublik Serbien durchgeführt. Es wurde eine Erweiterung des Objekts durch den Zubau eines großen Festsaals mit zugänglichem Vestibül durchgeführt. Die Fassade zum Alten Palast hin wurde mit einer hervorgehobenen Kolonne an ionischen Säulen architektonisch vollkommen neu gestaltet, während die Eckfronten und die Linien der ursprünglichen Gestaltung zu den Straßen Kralja Milana und Andrićev venac beibehalten wurden. Der Zugang zum Gebäude des Neuen Palastes wurde im Einklang mit den Änderungen am Alten Palast, an der Ostseite, zum Pionierpark hin, gestaltet. Die heraldischen Symbole wurden hingegen durch Embleme des neuen Staatssystems ausgetauscht. Besondere Aufmerksamkeit in der Innengestaltung wurde der Inneneinrichtung des Zubaus geschenkt. Dieser wurde mit Werken der bedeutendsten jugoslawischen Künstler – Toma Rosandić, Petar Lubarda, Milo Milunović, Milica Zorić und andere – bereichert.
Das Gebäude des Neuen Palastes dient seit 1953 bis heute der Unterbringung der höchsten Organe der Republik. In ihm befanden sich der Exekutivrat und die Versammlung der Volksrepublik Serbien, die Präsidentschaft der Sozialistischen Republik Serbien und am längsten der Sitz der Präsidenten der Republik Serbien. Heute ist der Neue Palast gemeinsam mit den Baudenkmälern, die ihn umgeben, Teil eines der wertvollsten Gebiete des historischen Kerns von Belgrad. Aufgrund seines historischen, kulturologischen, gesellschaftlichen und architektonisch-urbanistischen Werts wurde er 1983 zum Kulturdenkmal (Amtsblatt der Stadt Belgrad Nr. 4/83) erklärt.

## Galerie

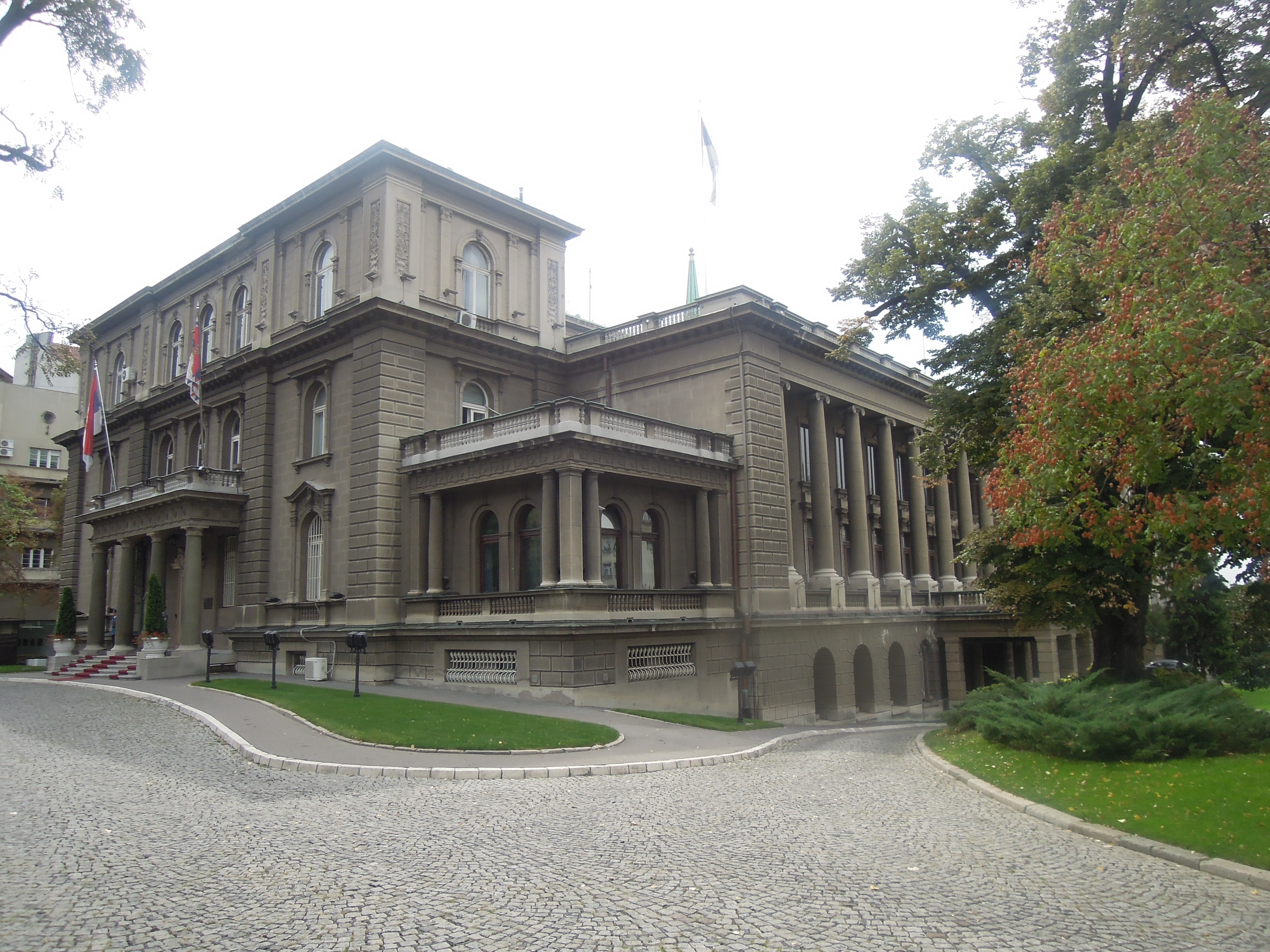
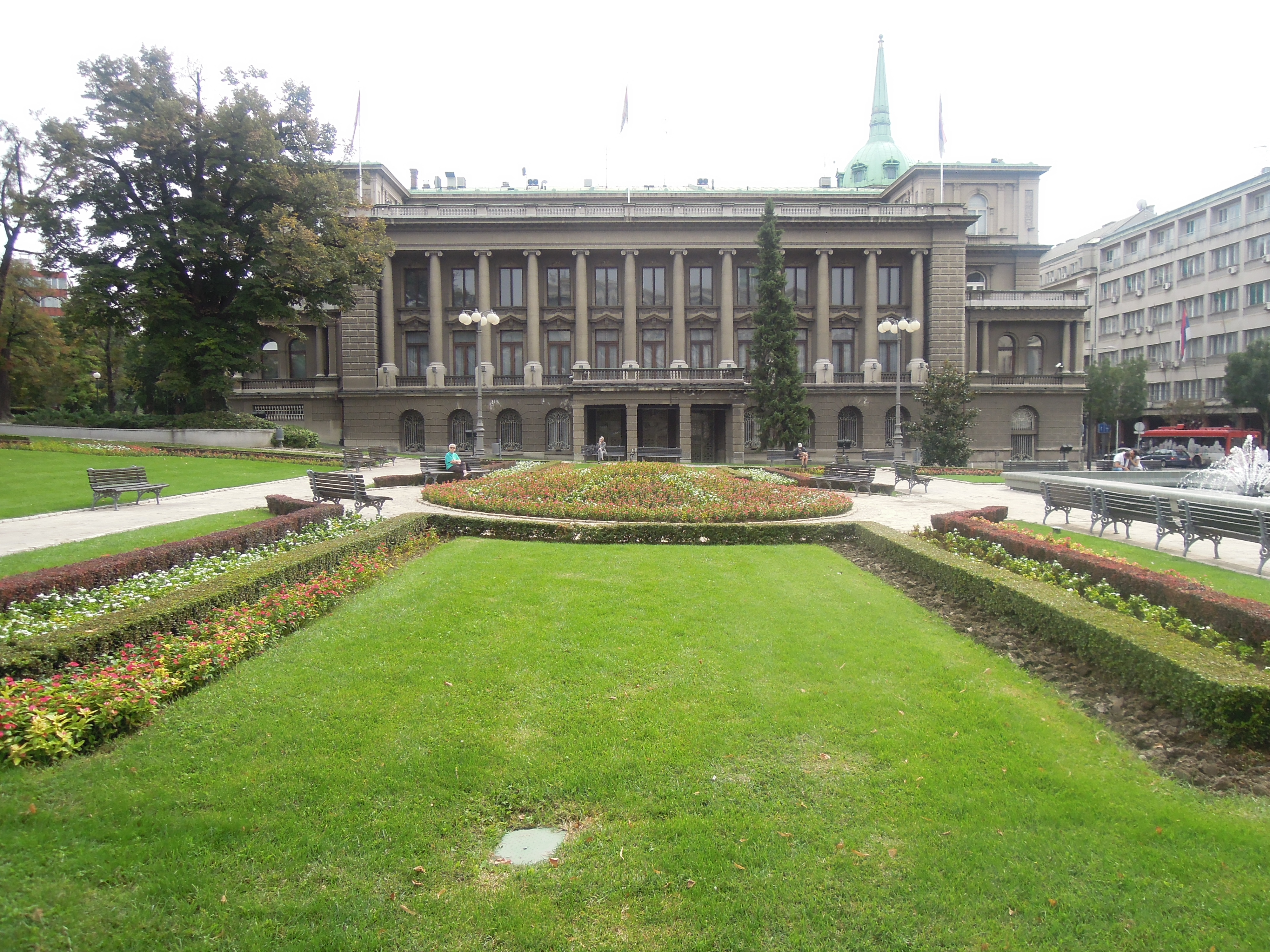
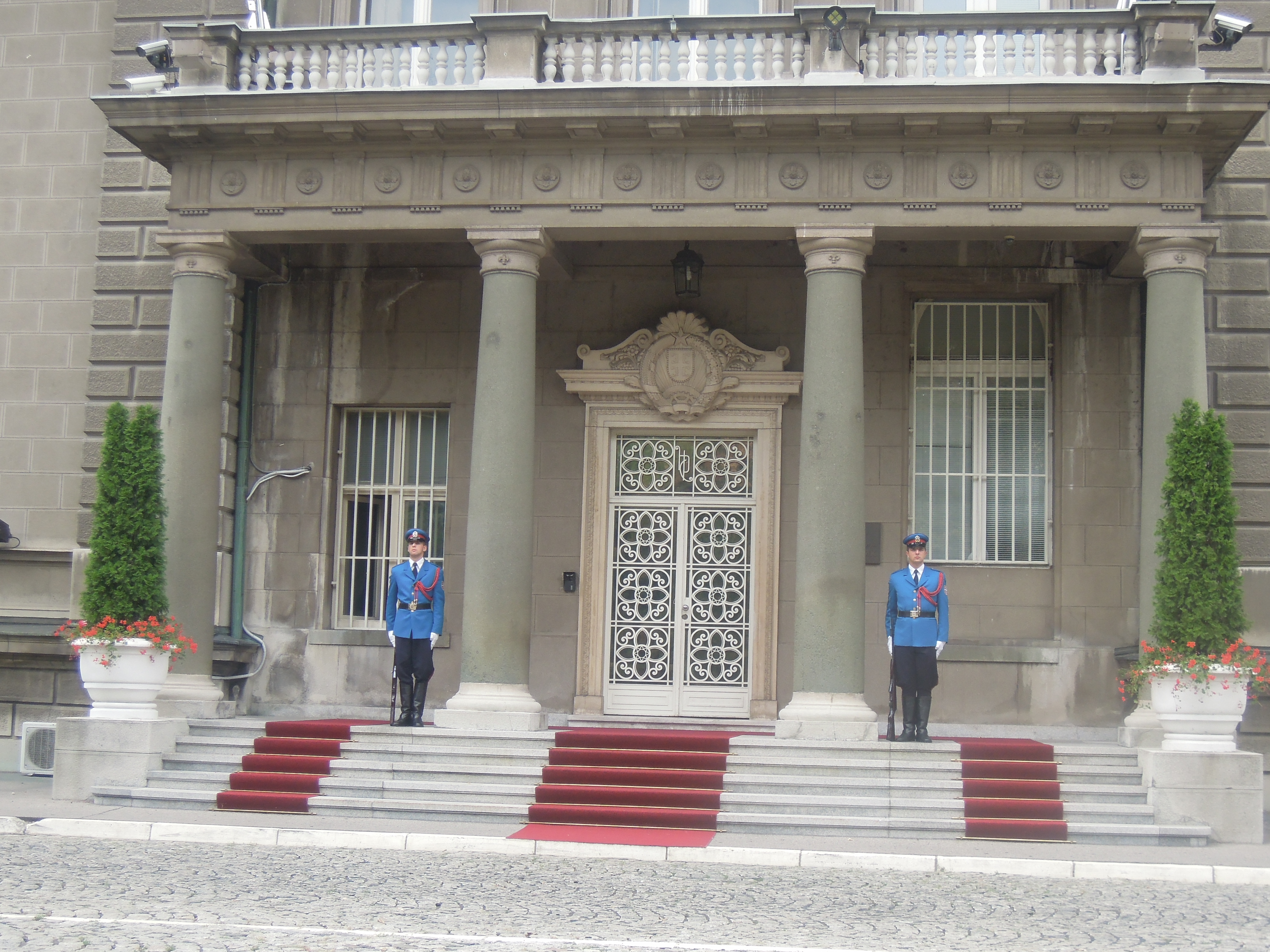
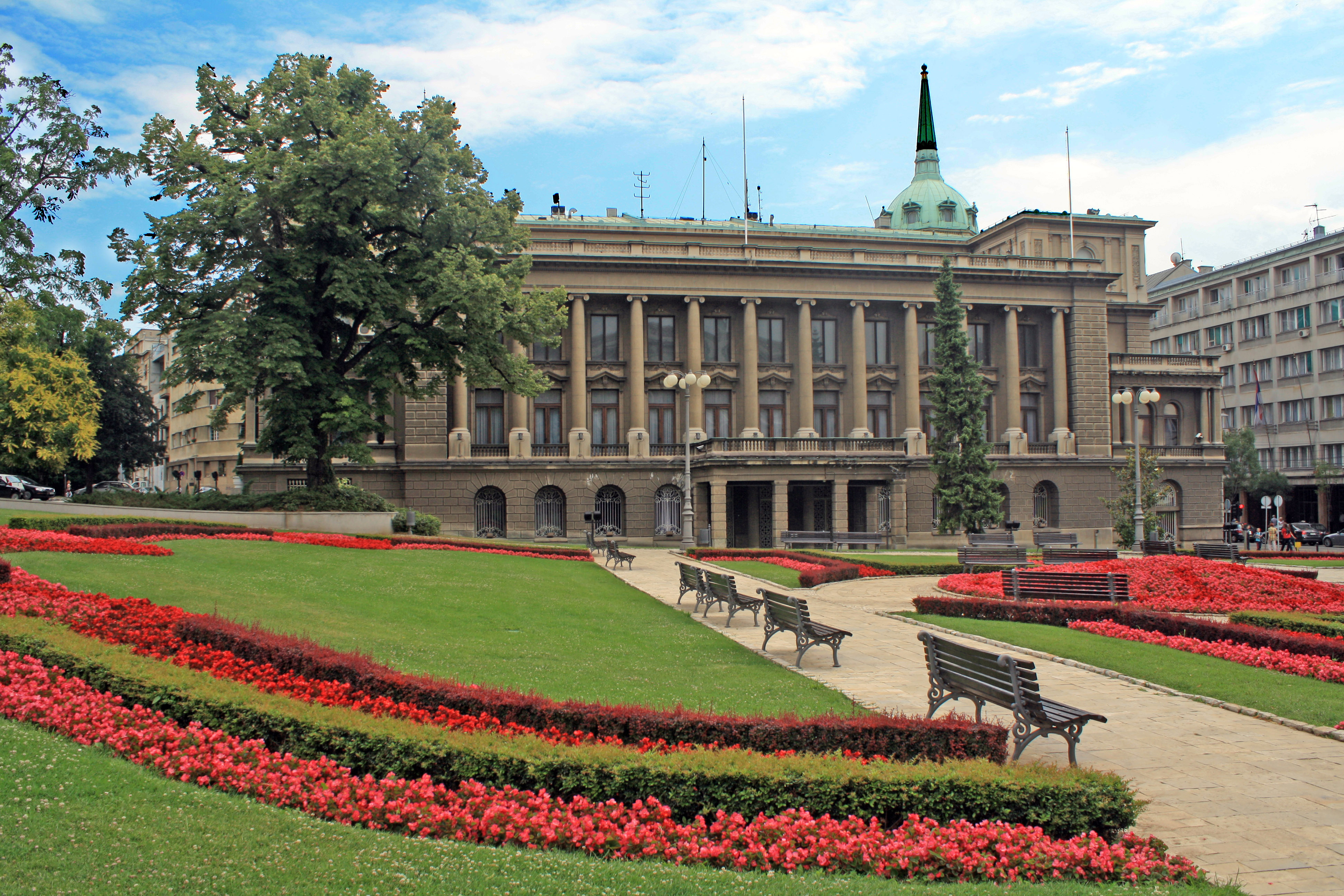
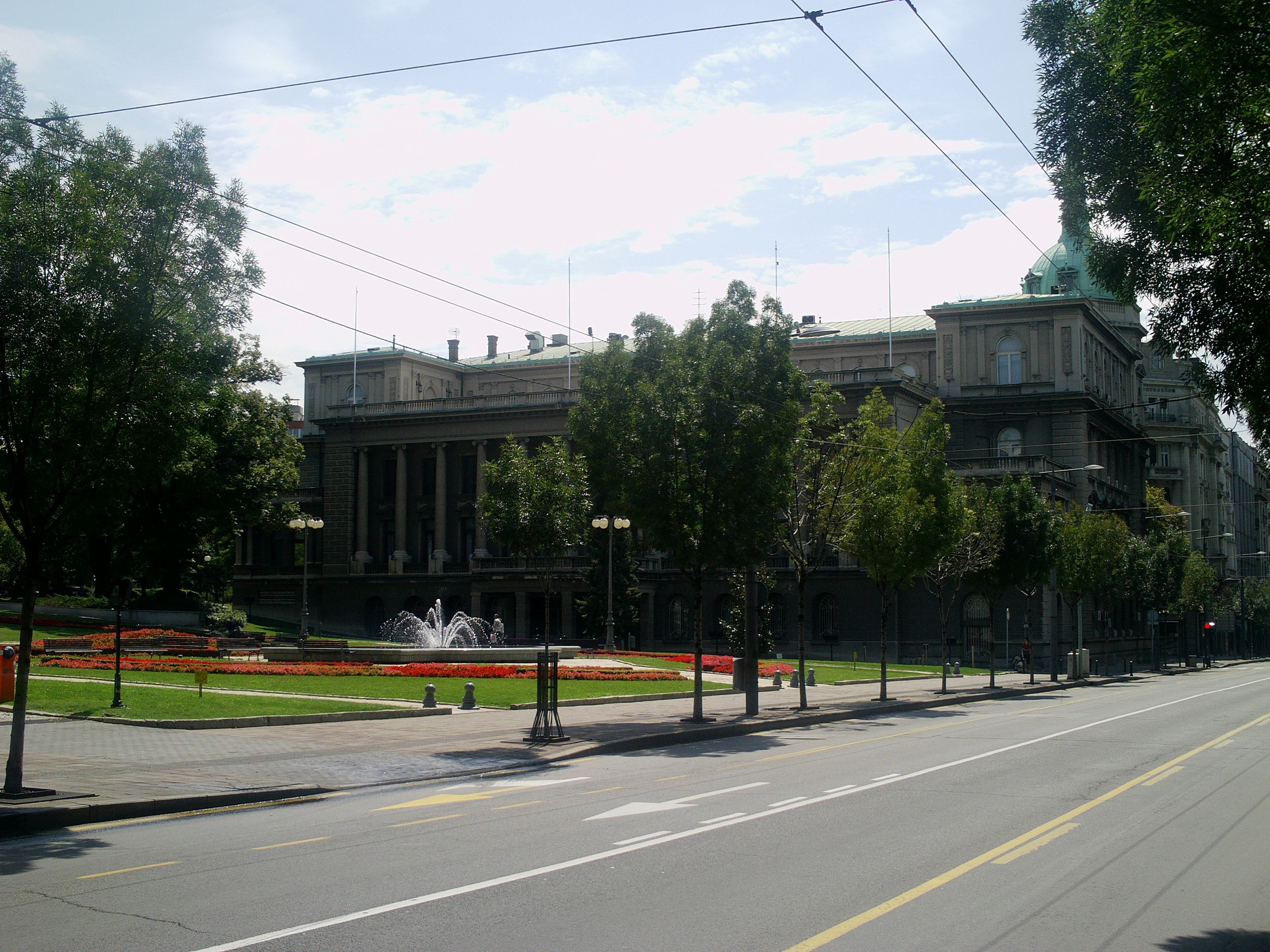
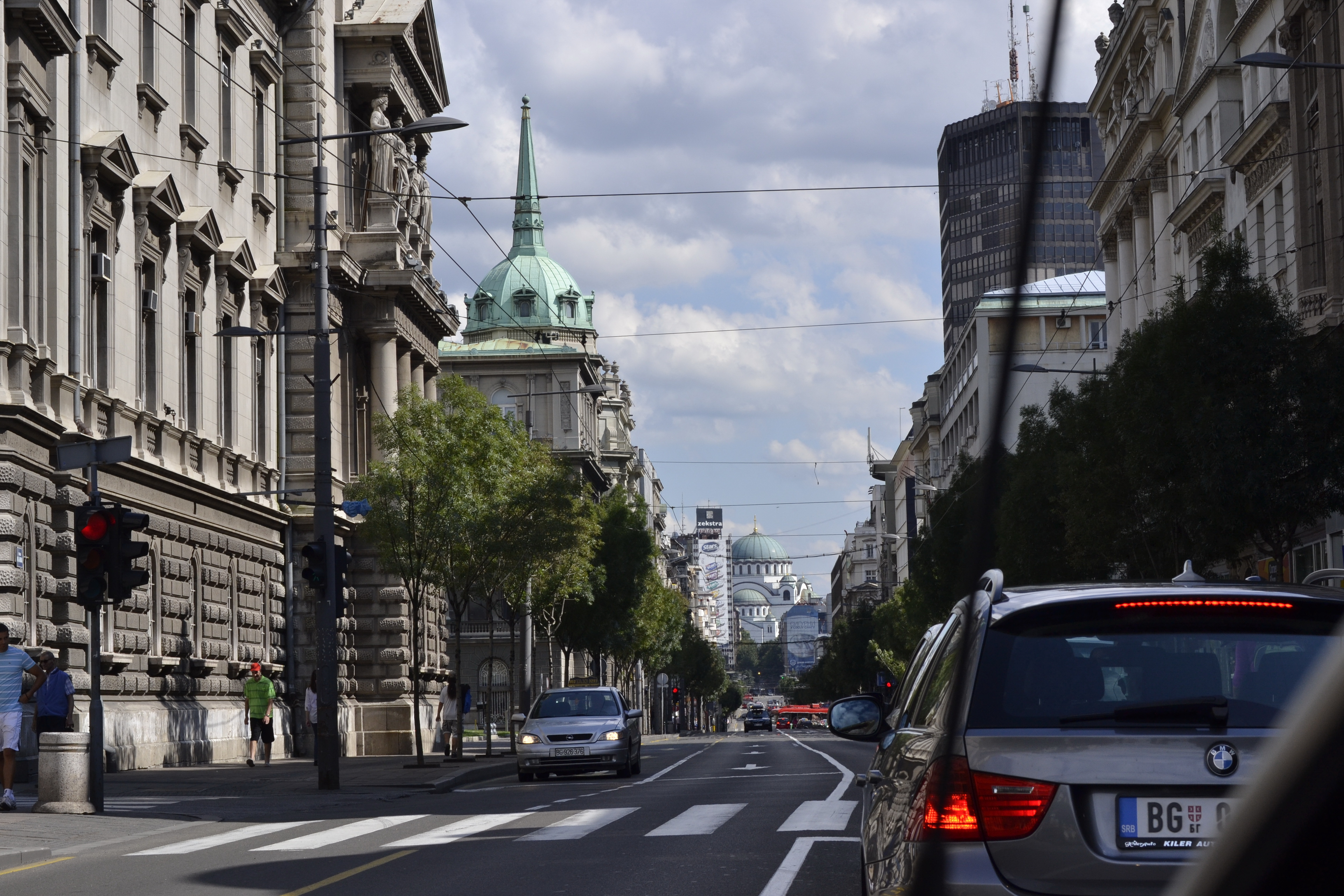
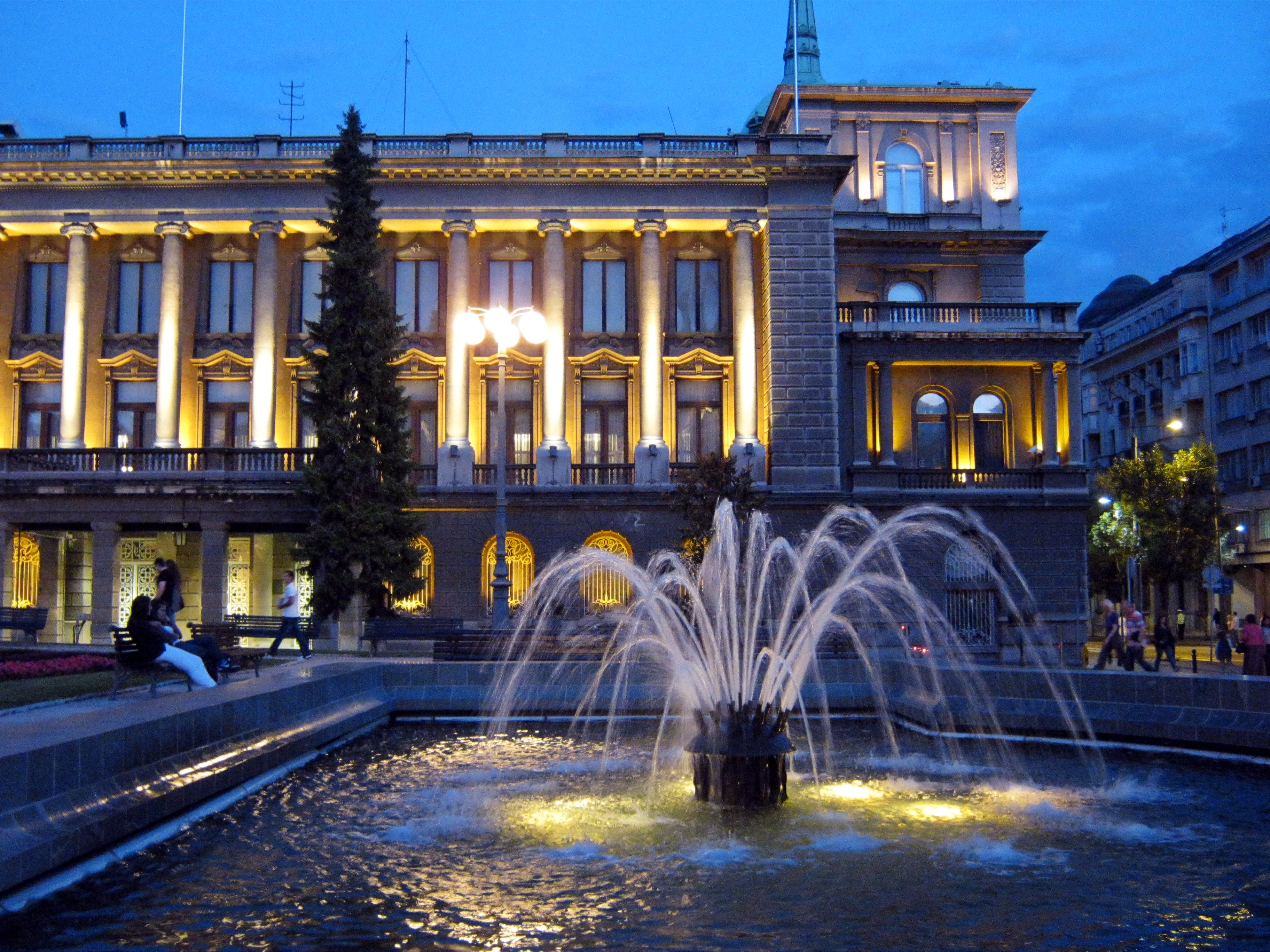
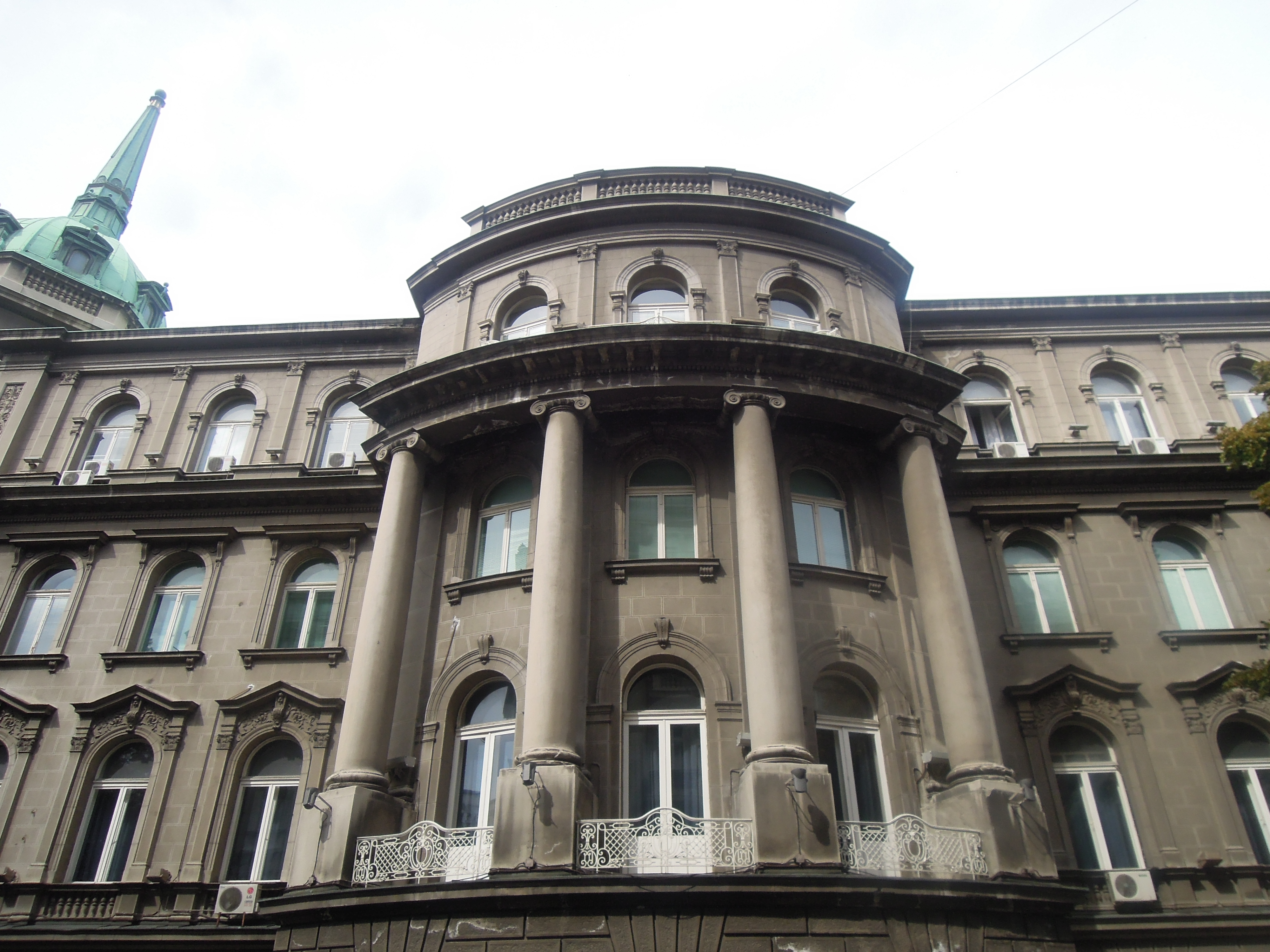
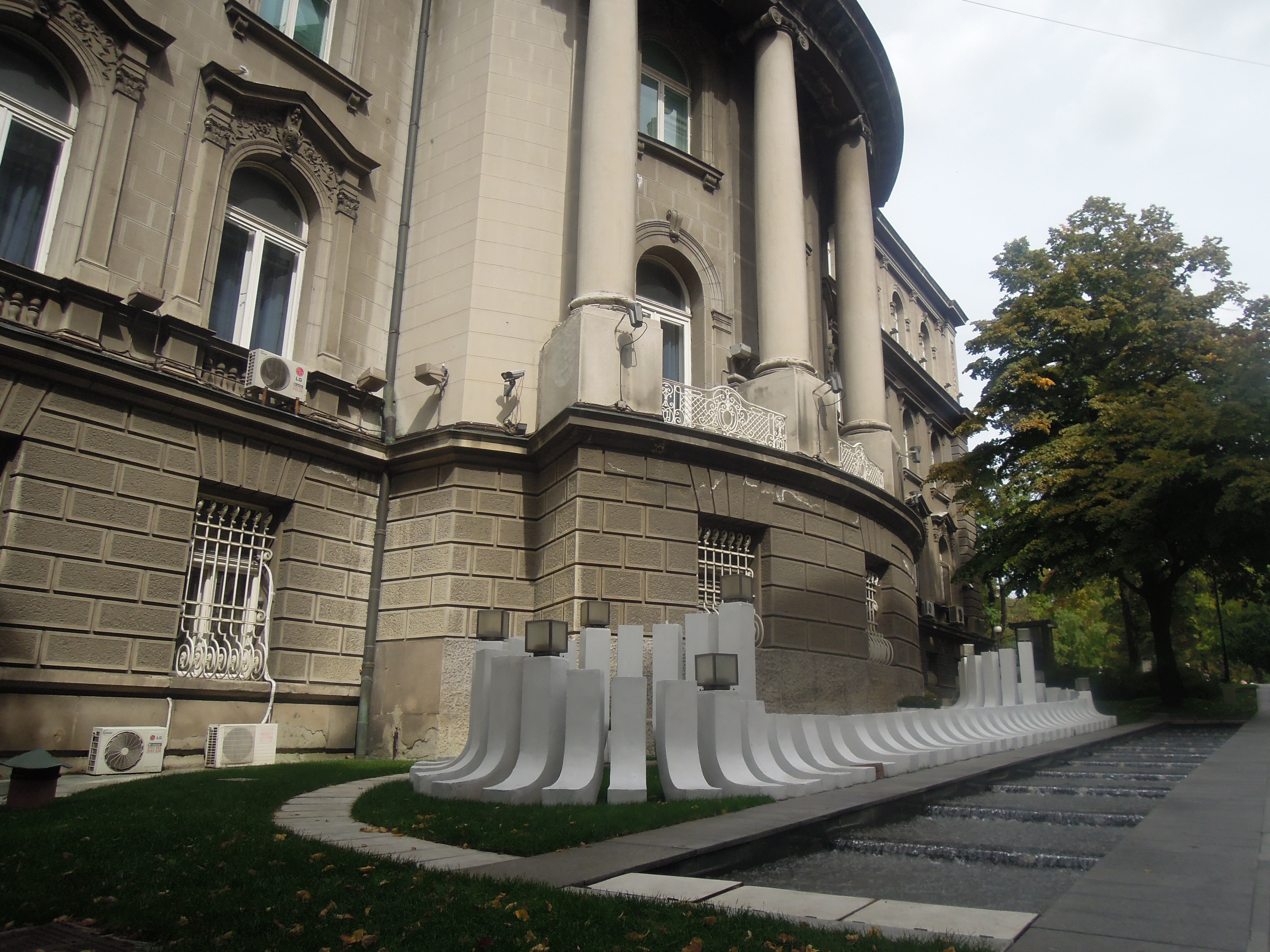
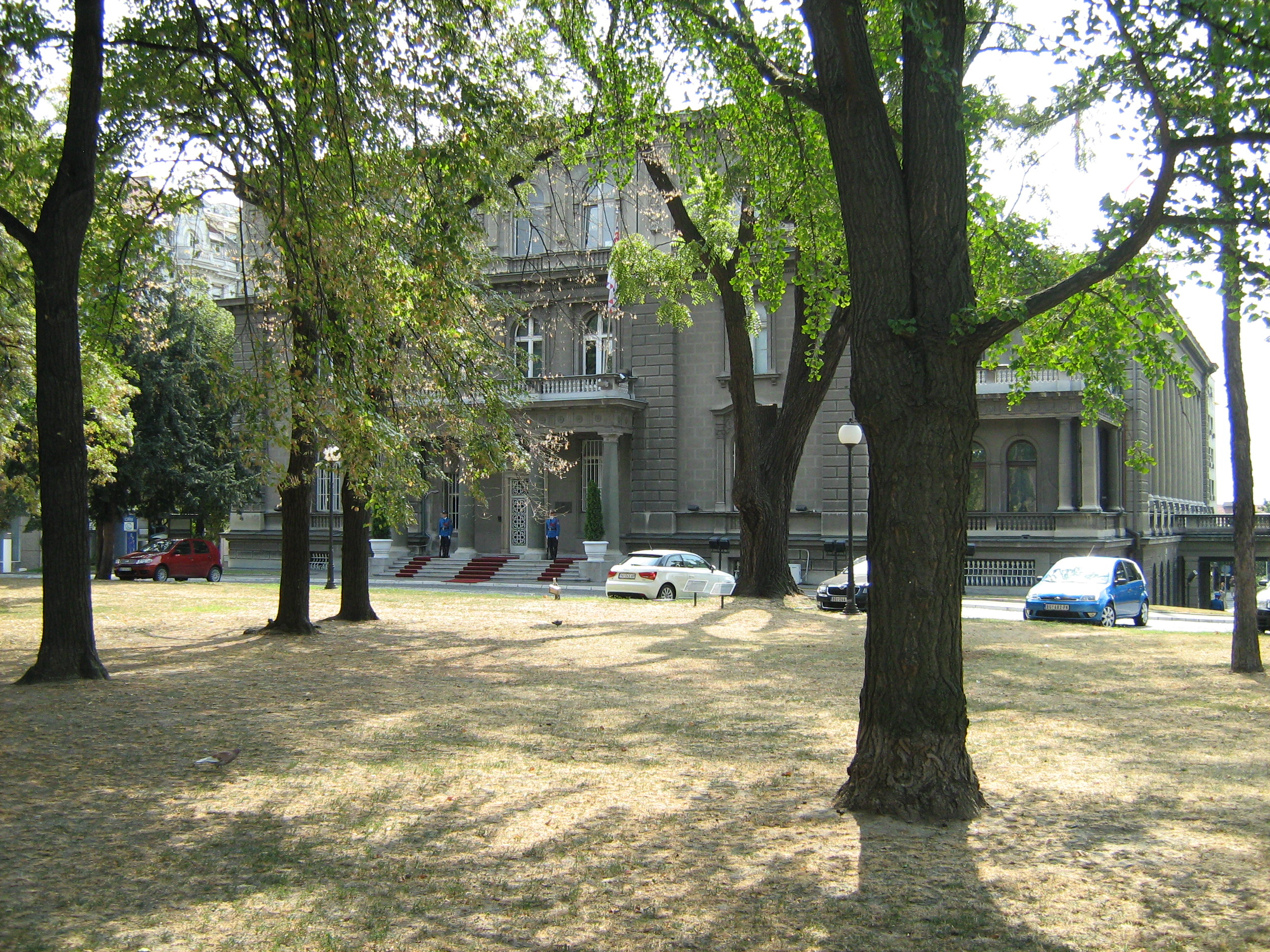

## Belege
1. 1 2  А. Кадијевић, Естетика архитектуре академизма ( XIX –XX век), Београд, 2005.
2. ↑  Марко Поповић, Хералдички симболи на јавним здањима Београда, Београд 1997, 75-79, 138–139.
3. ↑  Александар Игњатовић,  Архитектура Новог двора и Музеја кнеза Павла, у: Музеј кнеза Павла, Београд 2009.
4. ↑  „Службени лист града Београда“ бр. 4/83